# 2014-es Formula–1 spanyol nagydíj
A spanyol nagydíj volt a 2014-es Formula–1 világbajnokság ötödik futama, amelyet 2014. május 9. és május 11. között rendeztek meg a spanyolországi Circuit de Catalunyán, Barcelonában.

## Szabadedzések

### Első szabadedzés
A spanyol nagydíj első szabadedzését május 9-én, pénteken délelőtt tartották.
| helyezés | versenyző           | csapat/motor         | elért idő | különbség | futott kör |
| -------- | ------------------- | -------------------- | --------- | --------- | ---------- |
| 1        | Lewis Hamilton      | Mercedes             | 1:27,023  | −         | 17         |
| 2        | Jenson Button       | McLaren-Mercedes     | 1:27,891  | +0,868    | 26         |
| 3        | Daniel Ricciardo    | Red Bull-Renault     | 1:27,973  | +0,950    | 21         |
| 4        | Fernando Alonso     | Ferrari              | 1:28,128  | +1,105    | 23         |
| 5        | Nico Rosberg        | Mercedes             | 1:28,168  | +1,145    | 9          |
| 6        | Kimi Räikkönen      | Ferrari              | 1:28,337  | +1,314    | 19         |
| 7        | Kevin Magnussen     | McLaren-Mercedes     | 1:28,423  | +1,400    | 27         |
| 8        | Pastor Maldonado    | Lotus-Renault        | 1:28,744  | +1,721    | 34         |
| 9        | Sergio Pérez        | Force India-Mercedes | 1:28,779  | +1,756    | 18         |
| 10       | Felipe Massa        | Williams-Mercedes    | 1:28,791  | +1,768    | 13         |
| 11       | Danyiil Kvjat       | Toro Rosso-Renault   | 1:28,792  | +1,769    | 24         |
| 12       | Nico Hülkenberg     | Force India-Mercedes | 1:28,828  | +1,805    | 17         |
| 13       | Jean-Éric Vergne    | Toro Rosso-Renault   | 1:28,859  | +1,836    | 24         |
| 14       | Felipe Nasr         | Williams-Mercedes    | 1:29,272  | +2,249    | 15         |
| 15       | Adrian Sutil        | Sauber-Ferrari       | 1:29,688  | +2,665    | 16         |
| 16       | Jules Bianchi       | Marussia-Ferrari     | 1:29,820  | +2,797    | 22         |
| 17       | Romain Grosjean     | Lotus-Renault        | 1:29,944  | +2,921    | 21         |
| 18       | Giedo van der Garde | Sauber-Ferrari       | 1:30,440  | +3,417    | 22         |
| 19       | Max Chilton         | Marussia-Ferrari     | 1:30,748  | +3,725    | 19         |
| 20       | Sebastian Vettel    | Red Bull-Renault     | 1:30,942  | +3,919    | 4          |
| 21       | Kobajasi Kamui      | Caterham-Renault     | 1:30,997  | +3,974    | 22         |
| 22       | Marcus Ericsson     | Caterham-Renault     | 1:31,421  | +4,398    | 22         |

### Második szabadedzés
A spanyol nagydíj második szabadedzését május 9-én, pénteken délután tartották.
| helyezés | versenyző         | csapat/motor         | elért idő  | különbség | futott kör |
| -------- | ----------------- | -------------------- | ---------- | --------- | ---------- |
| 1        | Lewis Hamilton    | Mercedes             | 1:25,524   | −         | 33         |
| 2        | Nico Rosberg      | Mercedes             | 1:25,973   | +0,449    | 36         |
| 3        | Daniel Ricciardo  | Red Bull-Renault     | 1:26,509   | +0,985    | 38         |
| 4        | Fernando Alonso   | Ferrari              | 1:27,121   | +1,597    | 33         |
| 5        | Kimi Räikkönen    | Ferrari              | 1:27,296   | +1,772    | 33         |
| 6        | Kevin Magnussen   | McLaren-Mercedes     | 1:27,788   | +2,264    | 37         |
| 7        | Jenson Button     | McLaren-Mercedes     | 1:27,811   | +2,287    | 29         |
| 8        | Felipe Massa      | Williams-Mercedes    | 1:27,824   | +2,300    | 31         |
| 9        | Pastor Maldonado  | Lotus-Renault        | 1:27,866   | +2,342    | 42         |
| 10       | Danyiil Kvjat     | Toro Rosso-Renault   | 1:28,049   | +2,525    | 35         |
| 11       | Nico Hülkenberg   | Force India-Mercedes | 1:28,074   | +2,550    | 31         |
| 12       | Jean-Éric Vergne  | Toro Rosso-Renault   | 1:28,246   | +2,722    | 30         |
| 13       | Adrian Sutil      | Sauber-Ferrari       | 1:28,284   | +2,760    | 33         |
| 14       | Valtteri Bottas   | Williams-Mercedes    | 1:28,698   | +3,174    | 33         |
| 15       | Esteban Gutiérrez | Sauber-Ferrari       | 1:29,105   | +3,581    | 24         |
| 16       | Sergio Pérez      | Force India-Mercedes | 1:29,129   | +3,605    | 34         |
| 17       | Romain Grosjean   | Lotus-Renault        | 1:29,493   | +3,969    | 26         |
| 18       | Jules Bianchi     | Marussia-Ferrari     | 1:29,991   | +4,467    | 26         |
| 19       | Max Chilton       | Marussia-Ferrari     | 1:31,148   | +5,624    | 28         |
| 20       | Kobajasi Kamui    | Caterham-Renault     | 1:31,338   | +5,814    | 38         |
| 21       | Marcus Ericsson   | Caterham-Renault     | 1:31,586   | +6,062    | 39         |
| 22       | Sebastian Vettel  | Red Bull-Renault     | idő nélkül | –         | 0          |

### Harmadik szabadedzés
A spanyol nagydíj harmadik szabadedzését május 10-én, szombaton délelőtt tartották.
| helyezés | versenyző         | csapat/motor         | elért idő | különbség | futott kör |
| -------- | ----------------- | -------------------- | --------- | --------- | ---------- |
| 1        | Nico Rosberg      | Mercedes             | 1:25,887  | −         | 16         |
| 2        | Lewis Hamilton    | Mercedes             | 1:26,756  | +0,869    | 9          |
| 3        | Fernando Alonso   | Ferrari              | 1:27,188  | +1,301    | 15         |
| 4        | Felipe Massa      | Williams-Mercedes    | 1:27,223  | +1,336    | 10         |
| 5        | Romain Grosjean   | Lotus-Renault        | 1:27,682  | +1,795    | 18         |
| 6        | Kevin Magnussen   | McLaren-Mercedes     | 1:27,806  | +1,919    | 16         |
| 7        | Daniel Ricciardo  | Red Bull-Renault     | 1:27,808  | +1,921    | 12         |
| 8        | Jenson Button     | McLaren-Mercedes     | 1:28,006  | +2,119    | 11         |
| 9        | Pastor Maldonado  | Lotus-Renault        | 1:28,076  | +2,189    | 19         |
| 10       | Sebastian Vettel  | Red Bull-Renault     | 1:28,085  | +2,198    | 20         |
| 11       | Valtteri Bottas   | Williams-Mercedes    | 1:28,101  | +2,214    | 12         |
| 12       | Jean-Éric Vergne  | Toro Rosso-Renault   | 1:28,242  | +2,355    | 16         |
| 13       | Danyiil Kvjat     | Toro Rosso-Renault   | 1:28,298  | +2,411    | 16         |
| 14       | Kimi Räikkönen    | Ferrari              | 1:28,419  | +2,532    | 16         |
| 15       | Sergio Pérez      | Force India-Mercedes | 1:28,571  | +2,684    | 13         |
| 16       | Nico Hülkenberg   | Force India-Mercedes | 1:28,668  | +2,781    | 13         |
| 17       | Adrian Sutil      | Sauber-Ferrari       | 1:28,715  | +2,828    | 16         |
| 18       | Esteban Gutiérrez | Sauber-Ferrari       | 1:28,865  | +2,978    | 18         |
| 19       | Max Chilton       | Marussia-Ferrari     | 1:30,169  | +4,282    | 15         |
| 20       | Jules Bianchi     | Marussia-Ferrari     | 1:30,670  | +4,783    | 12         |
| 21       | Kobajasi Kamui    | Caterham-Renault     | 1:30,712  | +4,825    | 18         |
| 22       | Marcus Ericsson   | Caterham-Renault     | 1:31,559  | +5,672    | 19         |

## Időmérő edzés
A spanyol nagydíj időmérő edzését május 10-én, szombaton futották.
| helyezés              | rajtszám | versenyző         | csapat/motor         | 1. rész       | 2. rész    | 3. rész    | rajthely | futott kör |
| --------------------- | -------- | ----------------- | -------------------- | ------------- | ---------- | ---------- | -------- | ---------- |
| 1                     | 44       | Lewis Hamilton    | Mercedes             | 1:27,238      | 1:26,210   | 1:25,232   | 1        | 16         |
| 2                     | 6        | Nico Rosberg      | Mercedes             | 1:26,764      | 1:26,088   | 1:25,400   | 2        | 19         |
| 3                     | 3        | Daniel Ricciardo  | Red Bull-Renault     | 1:28,053      | 1:26,613   | 1:26,285   | 3        | 16         |
| 4                     | 77       | Valtteri Bottas   | Williams-Mercedes    | 1:28,198      | 1:27,563   | 1:26,632   | 4        | 17         |
| 5                     | 8        | Romain Grosjean   | Lotus-Renault        | 1:28,472      | 1:27,258   | 1:26,960   | 5        | 18         |
| 6                     | 7        | Kimi Räikkönen    | Ferrari              | 1:28,308      | 1:27,335   | 1:27,104   | 6        | 18         |
| 7                     | 14       | Fernando Alonso   | Ferrari              | 1:28,329      | 1:27,602   | 1:27,140   | 7        | 16         |
| 8                     | 22       | Jenson Button     | McLaren-Mercedes     | 1:28,279      | 1:27,570   | 1:27,335   | 8        | 18         |
| 9                     | 19       | Felipe Massa      | Williams-Mercedes    | 1:28,061      | 1:27,016   | 1:27,402   | 9        | 16         |
| 10                    | 1        | Sebastian Vettel  | Red Bull-Renault     | 1:27,958      | 1:27,052   | idő nélkül | 15[1]    | 11         |
| 11                    | 27       | Nico Hülkenberg   | Force India-Mercedes | 1:28,155      | 1:27,685   |            | 10       | 13         |
| 12                    | 11       | Sergio Pérez      | Force India-Mercedes | 1:28,469      | 1:28,002   |            | 11       | 16         |
| 13                    | 26       | Danyiil Kvjat     | Toro Rosso-Renault   | 1:28,074      | 1:28,039   |            | 12       | 12         |
| 14                    | 21       | Esteban Gutiérrez | Sauber-Ferrari       | 1:28,374      | 1:28,280   |            | 13       | 12         |
| 15                    | 20       | Kevin Magnussen   | McLaren-Mercedes     | 1:28,389      | idő nélkül |            | 14       | 10         |
| 16                    | 25       | Jean-Éric Vergne  | Toro Rosso-Renault   | 1:28,194      | idő nélkül |            | 21[2]    | 6          |
| 17                    | 99       | Adrian Sutil      | Sauber-Ferrari       | 1:28,563      |            |            | 16       | 9          |
| 18                    | 4        | Max Chilton       | Marussia-Ferrari     | 1:29,586      |            |            | 17       | 6          |
| 19                    | 17       | Jules Bianchi     | Marussia-Ferrari     | 1:30,177      |            |            | 18       | 6          |
| 20                    | 9        | Marcus Ericsson   | Caterham-Renault     | 1:30,312      |            |            | 19       | 8          |
| 21                    | 10       | Kobajasi Kamui    | Caterham-Renault     | 1:30,375      |            |            | 20       | 6          |
| 107%-os idő: 1:32,837 |          |                   |                      |               |            |            |          |            |
| 22                    | 13       | Pastor Maldonado  | Lotus-Renault        | idő nélkül[3] |            |            | 22       | 2          |

Megjegyzés:
- ↑ 1:  — Sebastian Vettel öt rajthelyes büntetést kapott, mert az időmérő után váltót kellett cserélni az autójában.
- ↑ 2:  — Jean-Éric Vergne tíz helyes rajtbüntetést kapott, mert a szerelői a második szabadedzésen veszélyesen engedték ki a bokszból, melynek következtében az autójáról leesett az egyik hátsó kerék.
- ↑ 3:  — Pastor Maldonado nem teljesített mért kört az időmérőn, de az FIA engedélyével rajthoz állhatott.

## Futam
A spanyol nagydíj futama május 11-én, vasárnap rajtolt.
| helyezés | rajtszám | versenyző         | csapat/motor         | futott kör | idő/kiesés oka | rajthely | pont |
| -------- | -------- | ----------------- | -------------------- | ---------- | -------------- | -------- | ---- |
| 1        | 44       | Lewis Hamilton    | Mercedes             | 66         | 1:41:05,155    | 1        | 25   |
| 2        | 6        | Nico Rosberg      | Mercedes             | 66         | +0,636         | 2        | 18   |
| 3        | 3        | Daniel Ricciardo  | Red Bull-Renault     | 66         | +49,014        | 3        | 15   |
| 4        | 1        | Sebastian Vettel  | Red Bull-Renault     | 66         | +1:16,702      | 15       | 12   |
| 5        | 77       | Valtteri Bottas   | Williams-Mercedes    | 66         | +1:19,293      | 4        | 10   |
| 6        | 14       | Fernando Alonso   | Ferrari              | 66         | +1:27,743      | 7        | 8    |
| 7        | 7        | Kimi Räikkönen    | Ferrari              | 65         | +1 kör         | 6        | 6    |
| 8        | 8        | Romain Grosjean   | Lotus-Renault        | 65         | +1 kör         | 5        | 4    |
| 9        | 11       | Sergio Pérez      | Force India-Mercedes | 65         | +1 kör         | 11       | 2    |
| 10       | 27       | Nico Hülkenberg   | Force India-Mercedes | 65         | +1 kör         | 10       | 1    |
| 11       | 22       | Jenson Button     | McLaren-Mercedes     | 65         | +1 kör         | 8        |      |
| 12       | 20       | Kevin Magnussen   | McLaren-Mercedes     | 65         | +1 kör         | 14       |      |
| 13       | 19       | Felipe Massa      | Williams-Mercedes    | 65         | +1 kör         | 9        |      |
| 14       | 26       | Danyiil Kvjat     | Toro Rosso-Renault   | 65         | +1 kör         | 12       |      |
| 15       | 13       | Pastor Maldonado  | Lotus-Renault        | 65         | +1 kör         | 22       |      |
| 16       | 21       | Esteban Gutiérrez | Sauber-Ferrari       | 65         | +1 kör         | 13       |      |
| 17       | 99       | Adrian Sutil      | Sauber-Ferrari       | 65         | +1 kör         | 16       |      |
| 18       | 17       | Jules Bianchi     | Marussia-Ferrari     | 64         | +2 kör         | 18       |      |
| 19       | 4        | Max Chilton       | Marussia-Ferrari     | 64         | +2 kör         | 17       |      |
| 20       | 9        | Marcus Ericsson   | Caterham-Renault     | 64         | +2 kör         | 19       |      |
| ki       | 10       | Kobajasi Kamui    | Caterham-Renault     | 34         | fékek          | 20       |      |
| ki       | 25       | Jean-Éric Vergne  | Toro Rosso-Renault   | 24         | kipufogó       | 21       |      |

## A világbajnokság állása a verseny után
| H   | Versenyzők       | Pont | H   | Konstruktőrök        | Pont |
| --- | ---------------- | ---- | --- | -------------------- | ---- |
| 1.  | Lewis Hamilton   | 100  | 1.  | Mercedes             | 197  |
| 2.  | Nico Rosberg     | 97   | 2.  | Red Bull-Renault     | 84   |
| 3.  | Fernando Alonso  | 49   | 3.  | Ferrari              | 66   |
| 4.  | Sebastian Vettel | 45   | 4.  | Force India-Mercedes | 57   |
| 5.  | Daniel Ricciardo | 39   | 5.  | Williams-Mercedes    | 46   |
| 6.  | Nico Hülkenberg  | 37   | 6.  | McLaren-Mercedes     | 43   |
| 7.  | Valtteri Bottas  | 34   | 7.  | Toro Rosso-Renault   | 8    |
| 8.  | Jenson Button    | 23   | 8.  | Lotus-Renault        | 4    |
| 9.  | Kevin Magnussen  | 20   | 9.  | Sauber-Ferrari       | 0    |
| 10. | Sergio Pérez     | 20   | 10. | Marussia-Ferrari     | 0    |

(A teljes táblázat)

## Statisztikák
- Vezető helyen:
  - Lewis Hamilton: 60 kör (1-17, 22-43, 46-66)
  - Nico Rosberg: 6 kör (18-21, 44-45)
- Lewis Hamilton 26. győzelme és 35. pole-pozíciója.
- Sebastian Vettel 23. leggyorsabb köre.
- A Mercedes 18. győzelme.
- Lewis Hamilton 58., Nico Rosberg 16., Daniel Ricciardo 1. dobogós helyezése.
- Romain Grosjean 50. nagydíja.